# فاندرميرش شارلوت
فاندرميرش شارلوت (بالهولندية: Charlotte Vandermeersch )‏ (و. 1983  م) هي ممثلة، وكاتبة سيناريو، ومؤدية، ومؤلفة، ومغنية بلجيكية.

## وصلات خارجية
- فاندرميرش شارلوت على موقع IMDb (الإنجليزية)
- فاندرميرش شارلوت على موقع ألو سيني (الفرنسية)
- فاندرميرش شارلوت على موقع ميوزك برينز (الإنجليزية)
- فاندرميرش شارلوت على موقع أول موفي (الإنجليزية)
- فاندرميرش شارلوت على موقع ديسكوغز (الإنجليزية)
- فاندرميرش شارلوت على موقع قاعدة بيانات الفيلم (الإنجليزية)
- فاندرميرش شارلوت على موقع كينوبويسك (الروسية)